# 无产阶级左翼
无产阶级左翼（法語：Gauche prolétarienne；缩写为GP）是法国历史上的一个毛主义组织，存在于1968年至1974年。克里斯托弗·伯勒（Christophe Bourseiller）说，“五月风暴后，在数据上以及文化影响上，最重要的毛派组织无疑是无产阶级左翼”。

## 历史
该组织成立于1968年10月。共产主义青年联盟（马列）分裂后，包括Olivier Rolin、Jean-Pierre Le Dantec、Jean-Claude Vernier、Tony和BennyLévy兄弟、Jean Schiavo、Maurice Brover和Jean-Claude Zancarini组成了新的组织。1968年的“3月22日运动”中的激进分子，如雅克·朗西埃、前学生会领导人Alain Geismar与Serge July等，在1969年加入了该组织。
无产阶级左翼的机关报是《人民事业报》，该报在1970-1971年多次被查封，之后由萨特担任名誉编辑，这使该组织更具声誉。该组织的一些成员参与了法国日报《解放报》的创办，后来它演变为中间偏左的主流大众发行日报。
无产阶级左翼认同“新游击队”理念，认为应该延长法国抵抗运动的反法西斯游击队的斗争，据他们说，1944年莫里斯·多列士“背叛”了反法西斯游击队，选择支持资产阶级的戴高乐。无产阶级左翼发展了激烈的行动主义，并主张集体非法主义。在1968年至1972年期间，大约有一千名运动的激进分子被关入监狱。1974年11月解散。
对所谓的“反威权主义”和解放斗争的普遍关注，为了一个在“群众”中进行直接行动的组织的当下利益而将党的建设推迟到某个未知将来的事实，以及某种意识形态的折衷主义，使一些人在其中看到某种形式的自发性、无政府主义或左倾错误，称GP为毛主义-自发主义（Mao-Spontex，Spontex是清洁海绵品牌）。尽管GP声称自己是马克思列宁主义。
根据其前成员Serge July的说法，无产阶级左翼“既威权主义又无政府主义（à la fois autoritaire et libertaire）”。无产阶级左翼常常使用暴力，其官方宣称过，暴力行动从殴打雷诺汽车工头到破坏起重机，从警察局纵火到绑架雷诺公司高管。同一时期的另一个“毛主义-自发主义”组织的情况却不是这样，该组织也是由楠泰尔的学生创立的，即“革命万岁派”。